# Heliria praealta
Heliria praealta är en insektsart. Heliria praealta ingår i släktet Heliria och familjen hornstritar.

## Underarter
Arten delas in i följande underarter:
- H. p. rubidella
- H. p. praealta